# Ли Ван, Мария

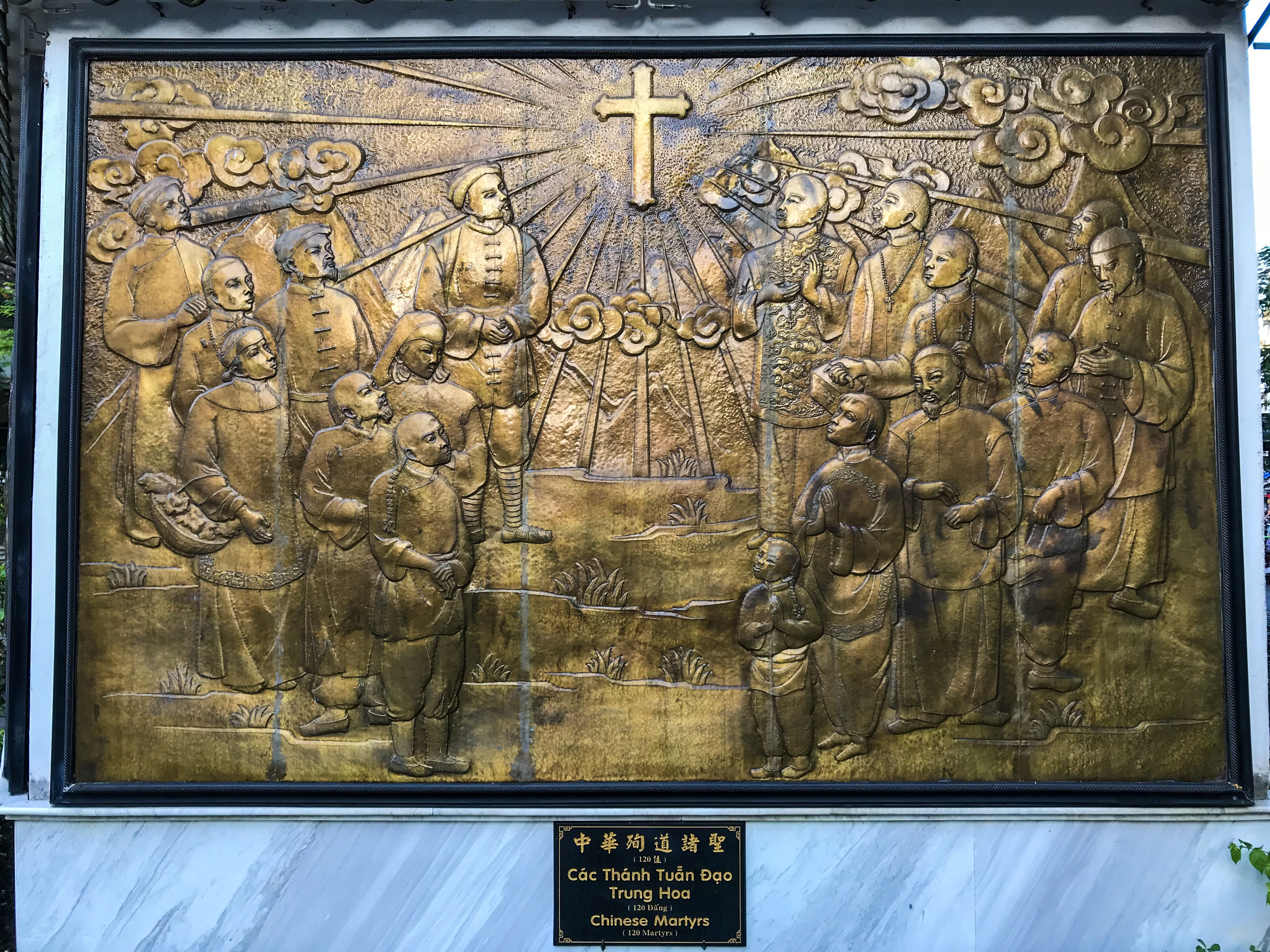
Мемориальная доска в честь 120 святых мучеников Китая в церкви Святого Франциска Ксаверия

 Мария Ли Ван  (кит.  婦王李 瑪利, 1851 г., Фаньцунь, провинция Хэбэй, Китай — 22.07.1900 г., там же) — святая Римско-Католической Церкви, мученица.

## Биография
Мария Ли Ван родилась в 1851 году в деревне Фаньцунь, провинция Хэбэй, Китай. В 1899—1900 гг. в Китае вспыхнуло ихэтуаньское восстание, во время которого повстанцы жестоко преследовали христиан. Мария Ли Ван пыталась вместе с двумя детьми укрыться от преследования, однако была схвачена повстанцами. Односельчане пытались защитить Марию Ли Ван, представляя её нехристианкой. Несмотря на смертельную опасность, Мария Ли Ван открыто объявила, что она является католичкой.  Мария Ли Ван была убита повстанцами за своё смелое исповедание христианства.

## Прославление
Мария Ли Ван была беатифицирована 17 апреля 1955 года Римским Папой Пием XII и канонизирована 1 октября 2000 года Римским Папой Иоанном Павлом II вместе с группой 120 китайских мучеников.
День памяти в Католической Церкви — 9 июля.

## Источник
- George G. Christian OP, Augustine Zhao Rong and Companions, Martyrs of China, 2005, стр. 90  (англ.)